# Lincoln (oveja)
Lincoln, a veces llamada Longwool Lincoln, es una raza de ovejas de Inglaterra.

## Características
La oveja Lincoln es la más grande de las ovejas británicas, desarrollada específicamente para producir el más pesado abrigo polar por su larga y brillante fibra, es la mayor fibra de cualquier raza ovina del mundo. Un gran número de ellas fueron exportados a muchos países para mejorar la calidad y el tamaño de la lana de sus razas autóctonas. El versátil vellón, tiene una gran demanda para las hilanderías, tejidos y muchas otras artesanías.
En la actualidad de los principios del siglo XXI es una de las razas más raras de Gran Bretaña, clasificada como "en riesgo" por Rare Breeds Survival Trust, ya que hay menos de mil quinientas hembras de cría registrados en el Reino Unido.
Los carneros mayores pesan de 110 a 160 kg y las hembras maduras tienen un peso desde los 91 a los 110 kg. Los vellones de la Lincoln se encuentran entre los más largos de todas las razas, de 20 a 38 cm con un rendimiento del 65 a 80%. La raza Lincoln producen la lana más gruesa y más pesada de las ovejas, con vellones de 5,4 a 9,1&nbso;kg. La lana tiene un espesor de 41,0 a 33,5 μm de diámetro. Si bien es gruesa, la lana tiene un brillo considerable.